# Sistema de ligas de fútbol de Japón
El sistema de ligas de fútbol de Japón esta organizado en categorías a nivel piramidal, similar a otras ligas de fútbol de otros países. Las ligas siguen las reglas de ascenso y descenso; sin embargo, existen criterios para el ascenso desde la Japan Football League a la J3 League, donde se requiere apoyo a nivel local, grupos de simpatizantes y patrocinios.

## Fútbol masculino
Los tres máximos niveles del sistema de ligas japonés son operados por la J.League (Japan Professional Football League), la que consiste en la J1 League (J1); J2 League y la J3 League. Todos los equipos de la J. League son profesionales.
En el cuarto nivel de la pirámide, la Japan Football League, es una liga semi profesional que incluye clubes amateur, profesionales, y clubes de empresas o compañías de todo el país. 
El quinto y sexto nivel consiste de nueve ligas regionales paralelas, que son operadas por nueve asociaciones de fútbol regional diferentes, algunas tienen múltiples divisiones.
Ya en los niveles séptimos e inferiores, las ligas son distribuidas en las 47 prefecturas. 
Los equipos de J1 y J2 entran a la Copa del Emperador directamente, mientras que los equipos de niveles inferiores clasifican por torneos eliminatorios en sus prefecturas.
| Nivel | Liga(s)/División(es) |
| ----- | --- |
| I     | J1 League (Meiji Yasuda J1 League) 18 clubes (20 temporada 2024) ↓ 3 descienden |
| II    | J2 League (Meiji Yasuda J2 League) 22 clubes (20 temporada 2024) ↑ 2 ascienden + 4 a torneo reducido para el ascenso ↓ 3 descienden |
| III   | J3 League (Meiji Yasuda J3 League) 20 clubes ↑ 2 ascienden + 4 a torneo reducido para el ascenso ↓ 0 a 2 descienden de manera condicional |
| IV    | Japan Football League (JFL) 16 clubes ↑ 2 ascienden (condicional en ser clubes profesionales auténticos sin control por parte de empresas o universidades) ↓ 0 a 2 descienden de manera condicional |
| V/VI  | 9 Ligas Regionales 134 clubes ↑ 2 ascienden por la Liga de Ascenso Regional ↓ 1 desciende+ 1 de los playoffs de ascenso de cada una de las ligas regionales Hokkaido (8 clubes) Tohoku 1.ª (10 clubes) \| Tohoku 2.ª norte (10 clubes) \| Tohoku 2.ª sur (10 clubes) Kanto 1.ª (10 clubes) \| Kanto 2.ª (10 clubes) Tokai 1.ª (8 clubes) \| Tokai 2.ª (8 clubes) Hokushin'etsu 1.ª (8 clubes) \| Hokushin'etsu 2.ª (8 clubes) Kansai 1.ª (8 clubes) \| Kansai 2.ª (8 clubes) Chugoku (10 clubes) Shikoku (8 clubes) Kyushu (10 clubes) |
| VII+  | 46 Ligas Prefecturales & 5 Ligas-Bloque de Hokkaido muchos clubes ↑ 1 asciende + 1 de los playoffs de ascenso, un club de cada prefectura Bloque Sapporo \| Bloque Dōhoku (Norte) \| Bloque Dōtō (Este) \| Bloque Dō-ō (Central) \| Bloque Dōnan (Sur) Aomori \| Iwate \| Miyagi \| Akita \| Yamagata \| Fukushima Ibaraki \| Tochigi \| Gunma \| Saitama \| Chiba \| Tokio \| Kanagawa \| Yamanashi Gifu \| Shizuoka \| Aichi \| Mie Niigata \| Toyama \| Ishikawa \| Fukui \| Nagano Shiga \| Kyoto \| Osaka \| Hyogo \| Nara \| Wakayama Tottori \| Shimane \| Okayama \| Hiroshima \| Yamaguchi Tokushima \| Kagawa \| Ehime \| Kochi Fukuoka \| Saga \| Nagasaki \| Kumamoto \| Ōita \| Miyazaki \| Kagoshima \| Okinawa |
|       | Ligas Municipales, Distritales, etc. |

### Historia de las categorías nacionales del fútbol japonés
| Liga Profesional (J. League)   |
| Ligas Amateur/Semi-profesional |

| Año         | Primera División    | Segunda División | Tercera División | Cuarta División |
| ----------- | ------------------- | ---------------- | ---------------- | --------------- |
| 1965–1971   | Japan Soccer League |                  |                  |                 |
| 1972–1991   | JSL Division 1      | JSL Division 2   |                  |                 |
| 1992–1993   | J. League           | JFL Division 1   | JFL Division 2   |                 |
| 1994–1998   | J. League           | Antigua JFL      |                  |                 |
| 1999–2013   | J1 League           | J2 League        | Nueva JFL        |                 |
| 2014–actual | J1 League           | J2 League        | J3 League        | Nueva JFL       |

## Fútbol femenino
| Nivel | Liga(s)/División(es) | Liga(s)/División(es) |
| ----- | --- | --- |
| 1     | WE League 12 clubes Sin descensos | WE League 12 clubes Sin descensos |
| 2     | Nadeshiko League Div.1 (Plenus Nadeshiko League Division 1) 12 clubes ↓ 1 desciende + 1 descendido por playoffs                                        | Nadeshiko League Div.1 (Plenus Nadeshiko League Division 1) 12 clubes ↓ 1 desciende + 1 descendido por playoffs                                        |
| 3     | Nadeshiko League Div.2 (Plenus Nadeshiko League Division 2) 8 clubes ↑ 1 asciende + 1 ascendido por playoffs ↓ 1 desciende + 1 descendido por playoffs | Nadeshiko League Div.2 (Plenus Nadeshiko League Division 2) 8 clubes ↑ 1 asciende + 1 ascendido por playoffs ↓ 1 desciende + 1 descendido por playoffs |
| 4     | 9 Regional Leagues ?? clubes ↑ 2 ascendido/descendido por playoffs ↓ ?? desciende                                                                      | 9 Regional Leagues ?? clubes ↑ 2 ascendido/descendido por playoffs ↓ ?? desciende                                                                      |
| 5     | 46 Prefectural Leagues & 2 Ligas en bloque de Hokkaido muchos clubes ↑ ?? ascendido                                                                    | |